# Großsteingrab Staunsholte Overdrev 2
Das Großsteingrab Staunsholte Overdrev 2 war eine megalithische Grabanlage der jungsteinzeitlichen Nordgruppe der Trichterbecherkultur im Kirchspiel Farum in der dänischen Kommune Furesø. Es wurde im 19. oder frühen 20. Jahrhundert zerstört.

## Lage
Das Grab lag nördlich von Farum und östlich von Bregnerød auf einem Feld. In der näheren Umgebung gibt bzw. gab es mehrere weitere megalithische Grabanlagen.

## Forschungsgeschichte
Im Jahr 1875 führten Mitarbeiter des Dänischen Nationalmuseums eine Dokumentation der Fundstelle durch. Zu dieser Zeit war die Anlage bereits teilweise zerstört. Bei einer weiteren Dokumentation im Jahr 1942 waren keine baulichen Überreste mehr auszumachen.

## Beschreibung
Die Anlage besaß eine längliche Hügelschüttung unbekannter Orientierung und Größe. Von der Umfassung wurden 1875 noch einige Steine registriert, die meisten befanden sich aber schon nicht mehr an ihrem ursprünglichen Standort. In der Mittellinie des Hügels befand sich eine Grabkammer, die wohl als Urdolmen anzusprechen ist. Sie bestand ursprünglich aus vier Wandsteinen, von denen 1875 noch zwei in situ standen. Der Deckstein war bereits entfernt worden. Zur Orientierung und den Maßen der Kammer liegen keine Angaben vor.